# Condado de Iroquois
El condado de Iroquois (en inglés: Iroquois County), fundado en 1833, es uno de 102 condados del estado estadounidense de Illinois. En el año 2000, el condado tenía una población de 31 334 habitantes y una densidad poblacional de 11 personas por km². La sede del condado es Watseka. El condado recibe su nombre en honor a la tribu Iroqués.

## Geografía
Según la Oficina del Censo, el condado tiene un área total de 2896 km², de la cual 2892 km² es tierra y 4 km² (0.14%) es agua.

### Condados adyacentes
- Condado de Kankakee (norte)
- Condado de Newton, Indiana (este)
- Condado de Benton, Indiana (este)
- Condado de Vermilion (sur)
- Condado de Ford (oeste)

## Demografía
Según la Oficina del Censo en 2000, los ingresos medios por hogar en el condado eran de $38 071, y los ingresos medios por familia eran $45 417. Los hombres tenían unos ingresos medios de $31 799 frente a los $20 936 para las mujeres. La renta per cápita para el condado era de $18 435. Alrededor del 8.70% de la población estaban por debajo del umbral de pobreza.

## Transporte

### Autopistas principales
- Interestatal 57
- U.S. Route 24
- U.S. Route 52
- U.S. Route 45
- Ruta de Illinois 1
- Ruta de Illinois 49
- Ruta de Illinois 54
- Ruta de Illinois 114
- Ruta de Illinois 116

## Municipalidades

### Ciudades
- Gilman
- Watseka

### Villas
| - Ashkum - Beaverville - Buckley - Chebanse - Cissna Park | - Clifton - Crescent City - Danforth - Donovan - Iroquois | - Loda - Martinton - Milford - Onarga - Papineau | - Sheldon - Stockland - Thawville - Wellington - Woodland |

### Municipios
El condado de Iroquois está dividido en 26 municipios:
| - Artesia - Ash Grove - Ashkum - Beaver - Beaverville - Belmont | - Chebanse - Concord - Crescent - Danforth - Douglas - Fountain Creek | - Iroquois - Loda - Lovejoy - Martinton - Middleport - Milford | - Milks Grove - Onarga - Papineau - Pigeon Grove - Prairie Green - Ridgeland | - Sheldon - Stockland |